# Nienover

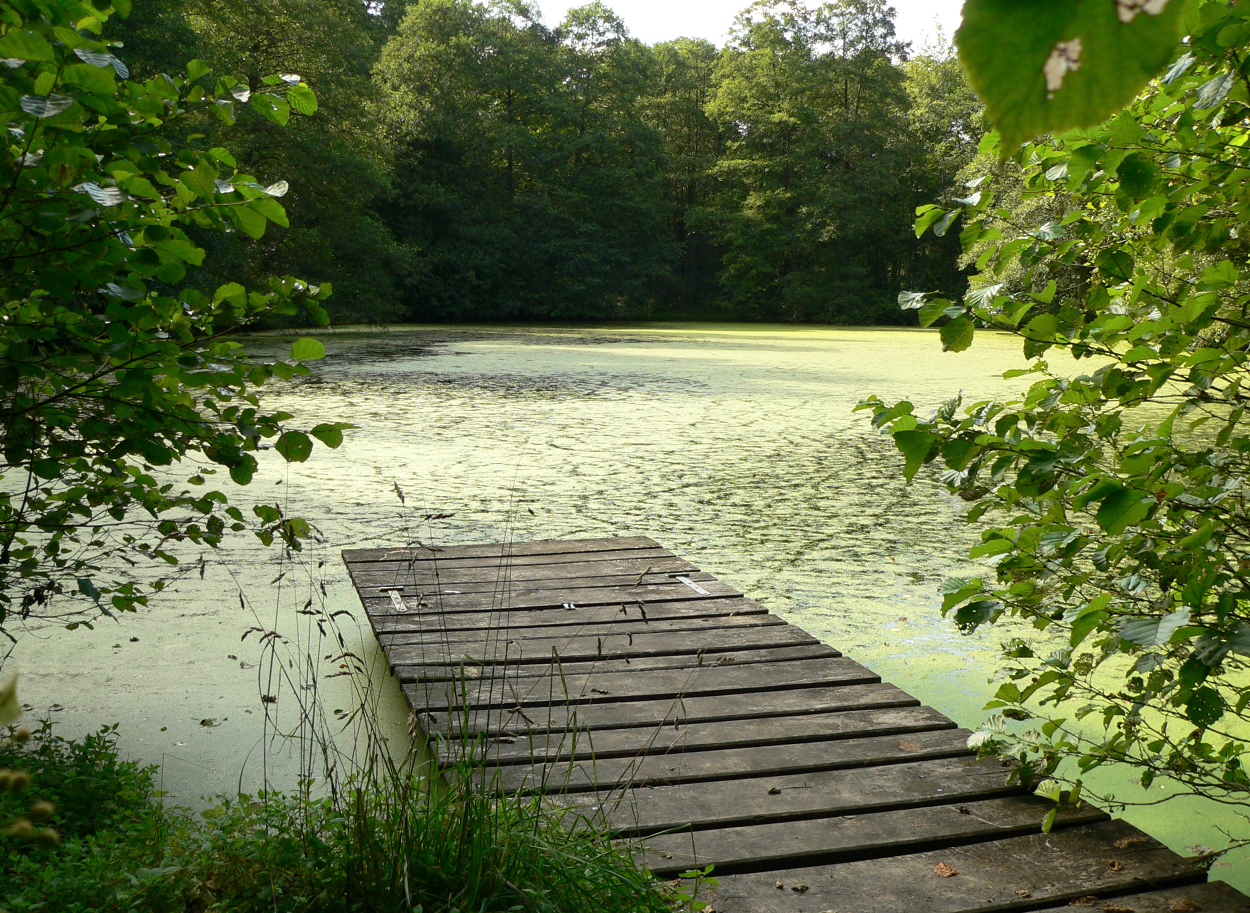
Der 1971 angelegte Carolinenteich nahe dem Schloss

Nienover ist eine Ortschaft des Fleckens Bodenfelde im Landkreis Northeim in Südniedersachsen und besteht aus den Ortslagen Nienover, Amelith und Polier. Am 1. März 1974 wurde die vormalige Gemeinde Nienover in den Flecken Bodenfelde eingegliedert. Im Gebiet befand sich im 12. und 13. Jahrhundert unterhalb der Burg Nienover eine Stadt, die nach ihrer Zerstörung zur Stadtwüstung Nienover wurde.

## Geographie
Die Ortslage Nienover, bestehend aus Wohnhäusern, einer Domäne, einer Wassermühle und dem Mittelalterzentrum, hat 42 Einwohner und befindet sich im Südteil des Sollings rund fünf Kilometer (Luftlinie) nordnordwestlich des Kernortes Bodenfelde, ca. drei Kilometer westlich der B 497 an der L551 nahe der B 241. Sie liegt auf etwa 175 bis 210 m ü. NN im Tal des Reiherbachs, der aus zwei namensgleichen Quellbächen entsteht. Unterhalb des Schlosses im Wald liegt der 1971 angelegte Carolinenteich, der nach Caroline von Brandenburg-Ansbach benannt ist und vom Reiherbach gespeist wird. Unmittelbar angrenzend lag ein Teich als  historischer Vorläufer, dessen Damm durchstochen worden ist. Umgeben ist Nienover von waldreichen Höhen, deren höchste Erhebung der nördlich gelegene Berg Alte Schmacht (447,5 m über NN) ist.

## Geschichte

### Burg und Schloss

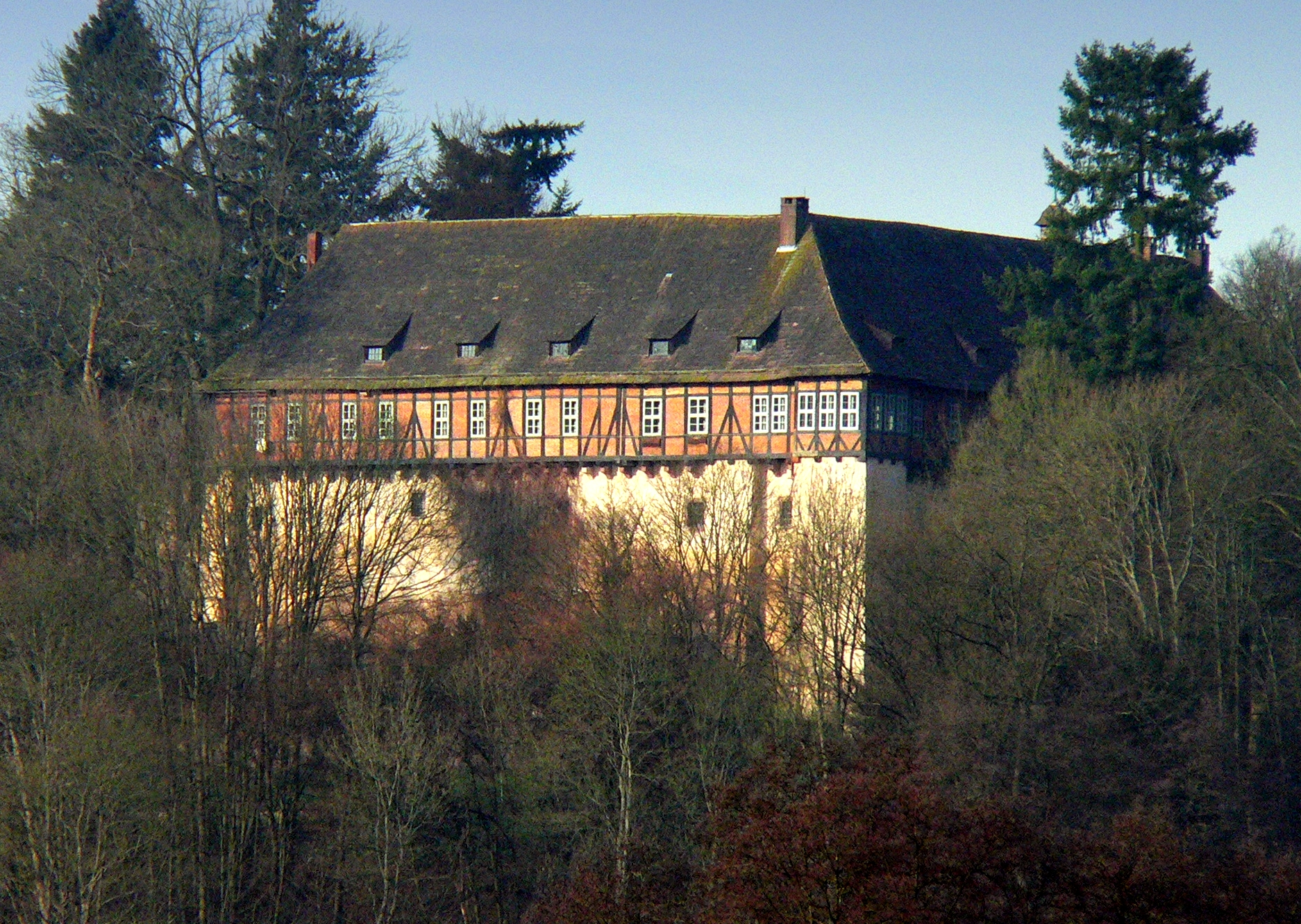
Jagdschloss Nienover von Süd-Ost

1144 wurde die auf einem Bergsporn errichtete Burg Nienover erstmals erwähnt. Später kam die Burg wahrscheinlich zunächst an Hermann II. von Winzenburg in Besitz und anschließend an die Grafen von Dassel, die ungefähr im Jahre 1200 ihren Hauptsitz dorthin verlegten. Die Burg kam 1303 an Albrecht II. Von hier aus unternahmen die Herzöge von Braunschweig Jagdausflüge in den Solling. Auch Herzog Heinrich Julius von Braunschweig-Wolfenbüttel benutzte die Burg regelmäßig als Jagdresidenz. Die Burg wurde 1626 während des Dreißigjährigen Kriegs zerstört.
Zwischen 1640 und 1656 entstand aus den Resten der Burg das heutige Schloss, das Albrecht Anton Meldau mit einem Fachwerkobergeschoss und einem Sandsteindach errichtete. Bis 1962 war das Schloss Dienstsitz eines Forstmeisters. Ab 1964 war es in Privatbesitz. 1979 kaufte es das Land Niedersachsen unter Ministerpräsident Ernst Albrecht für 1,8 Millionen DM, um es als Gästehaus für die Landesregierung Niedersachsens zu nutzen.  Die Niedersächsische Landesregierung ließ das Schloss später für fast 5 Millionen DM baulich sanieren. Von 1984 bis 2005 war darin eine Außenstelle der Forstlichen Fakultät der Georg-August-Universität Göttingen untergebracht. Im November 2005 verkaufte die Landesregierung Niedersachsen unter Federführung von Hartmut Möllring das Schloss in private Hand. Es wurde als Gestüt genutzt und ist nun wieder in Privatbesitz. Die Anlage wird hauptsächlich zur Pferdezucht genutzt. Das Schloss ist von einer neuzeitlichen Mauer umgeben und für die Öffentlichkeit ist nur das Trauzimmer zugänglich.

### Stadtwüstung

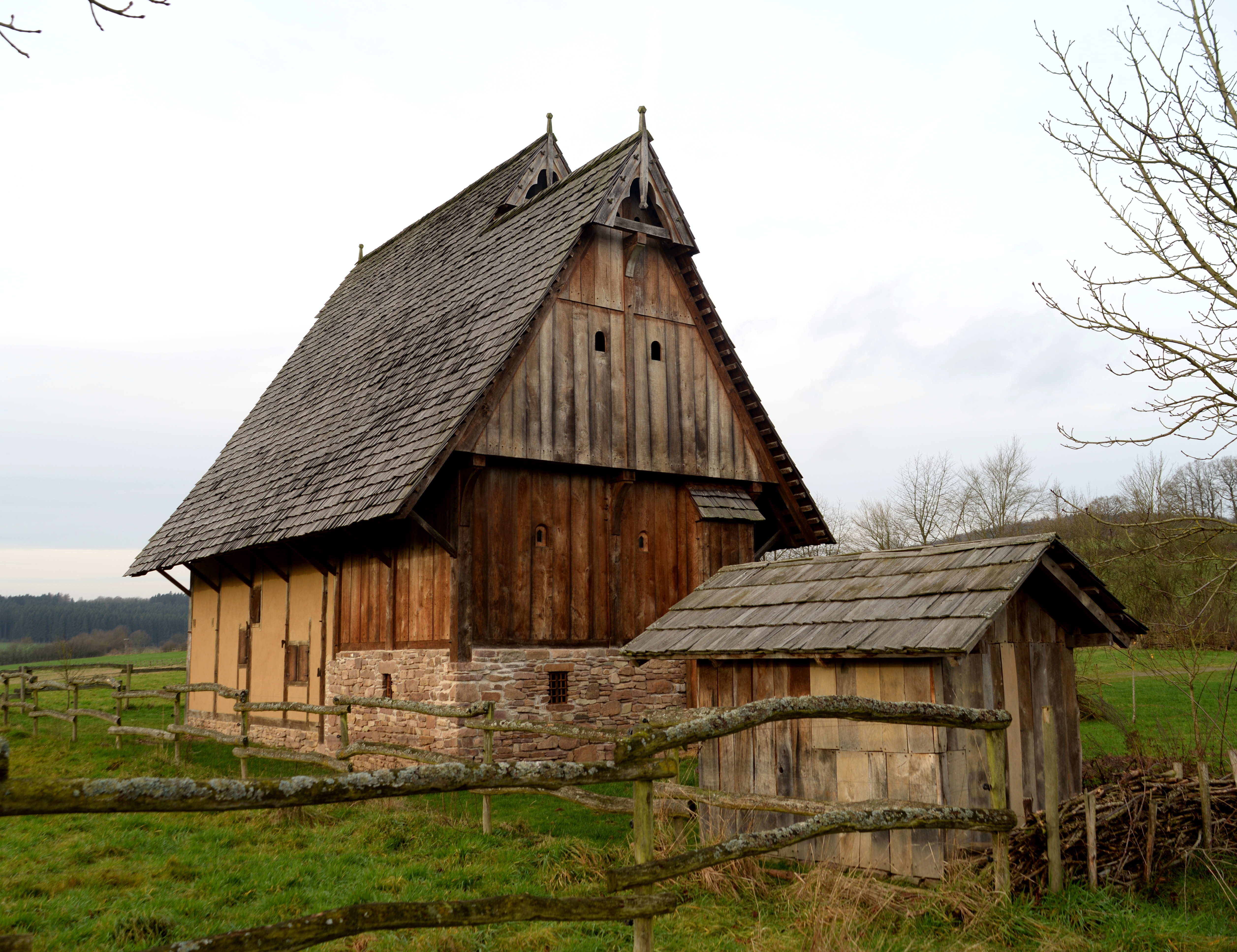
Rekonstruiertes mittelalterliches Fachwerkhaus auf dem Gelände der Stadtwüstung

An der Burg Nienover gründeten die Grafen von Dassel um 1180 eine Siedlung, bei der es sich aufgrund ihrer Größe und laut späteren Urkunden um eine Stadt handelte. Die Siedlung wurde als Dreistraßensystem angelegt, das auf die Burg zulief. Auf der Nordseite war die Stadt mit Graben und Wall gesichert.
Das Gebiet der bereits im 13. Jahrhundert zerstörten Stadt wurde seit dem Wüstfallen ohne Überbauung als Acker- und Weidefläche genutzt. Im Erdboden haben sich der Stadtwall, Keller, Reste der Straßen des Dreistraßensystems und andere Zeugnisse der mittelalterlichen Besiedlung erhalten. Die Anlage ist ein seltenes Beispiel einer Stadtwüstung.
Die Wüstung wurde durch die archäologischen Forschungen zwischen 1996 und 2004 untersucht. Dort entstand im Jahr 2007 über einem ausgegrabenen Keller eines straßennahen Hauses auf wissenschaftlicher Grundlage ein städtisches Fachwerkhaus aus der Zeit um 1230.

### Landwehr

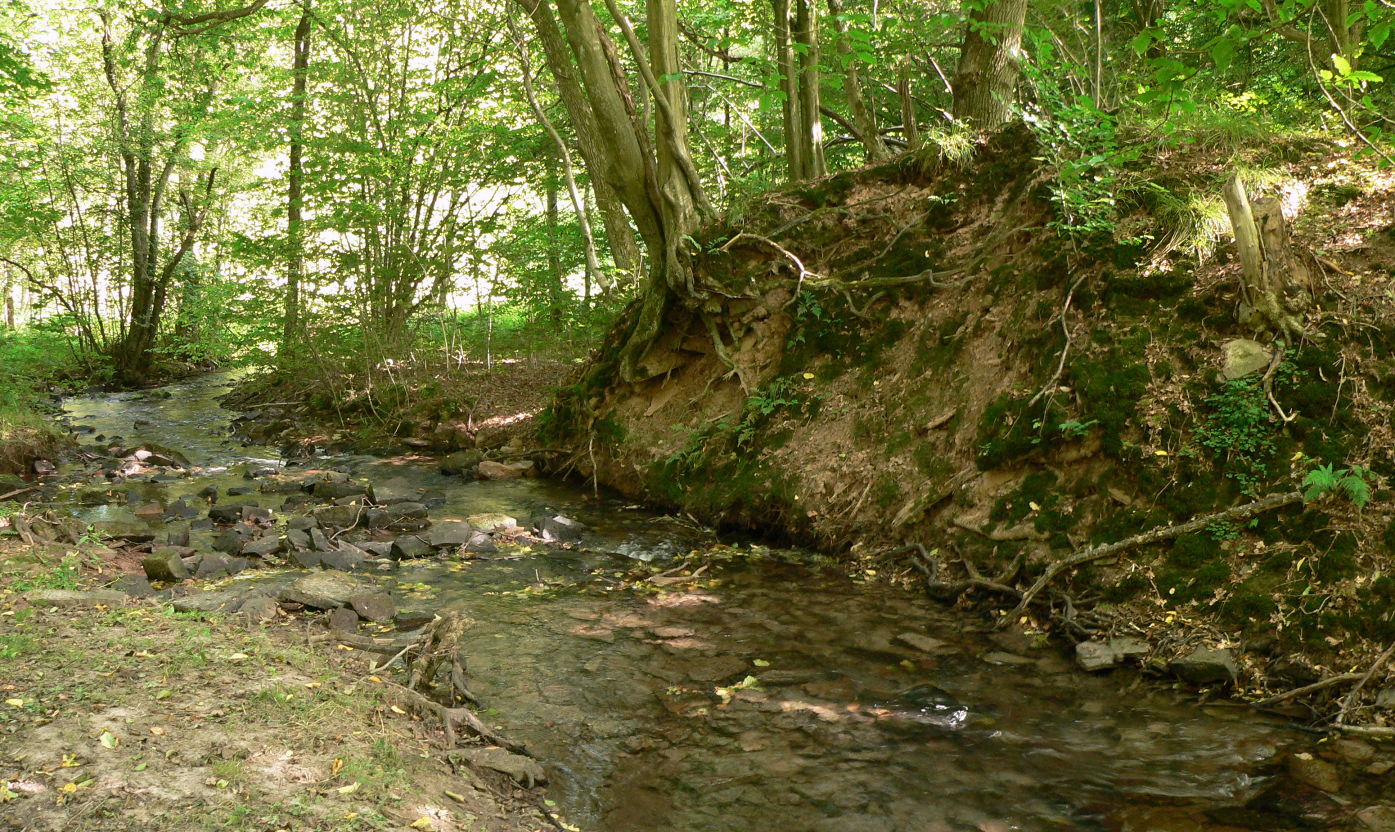
Reiherbach nahe dem Schloss Nienover, am Durchstich eines als Landwehrelement fehlgedeuteten Teichdamms

Nachdem sich die Wallanlage als ungeeignete Befestigung erwiesen hatte, wurde ca. 200 Meter nördlich der Burg eine Landwehr errichtet. Der genaue Zeitpunkt ist unbekannt. Johannes Krabbe skizzierte ihre Lage 1603 in seiner Karte des Sollings. Zu ihren Elementen liegt zwar eine Urkunde vor, die aber als Phrase gedeutet wird, so dass von einer Anlage in damals üblicher Bauweise ausgegangen wird. Eine Bodenwelle von ca. 200 × 8 Meter, die parallel zur B 241 bis zu einer feuchten Senke verläuft, wird als Überrest der Anlage gedeutet. In der Nähe Nienovers befinden sich Reste von Dämmen. In ersten neuzeitlichen Forschungen wurden sie als Landwehrbestandteile fehlgedeutet, indem vermutet wurde, dass sie, mit dem dadurch aufgestauten Wasser, zur Verteidigung die Heerstraße geflutet worden wäre.

### Vorwerk und Gestüt

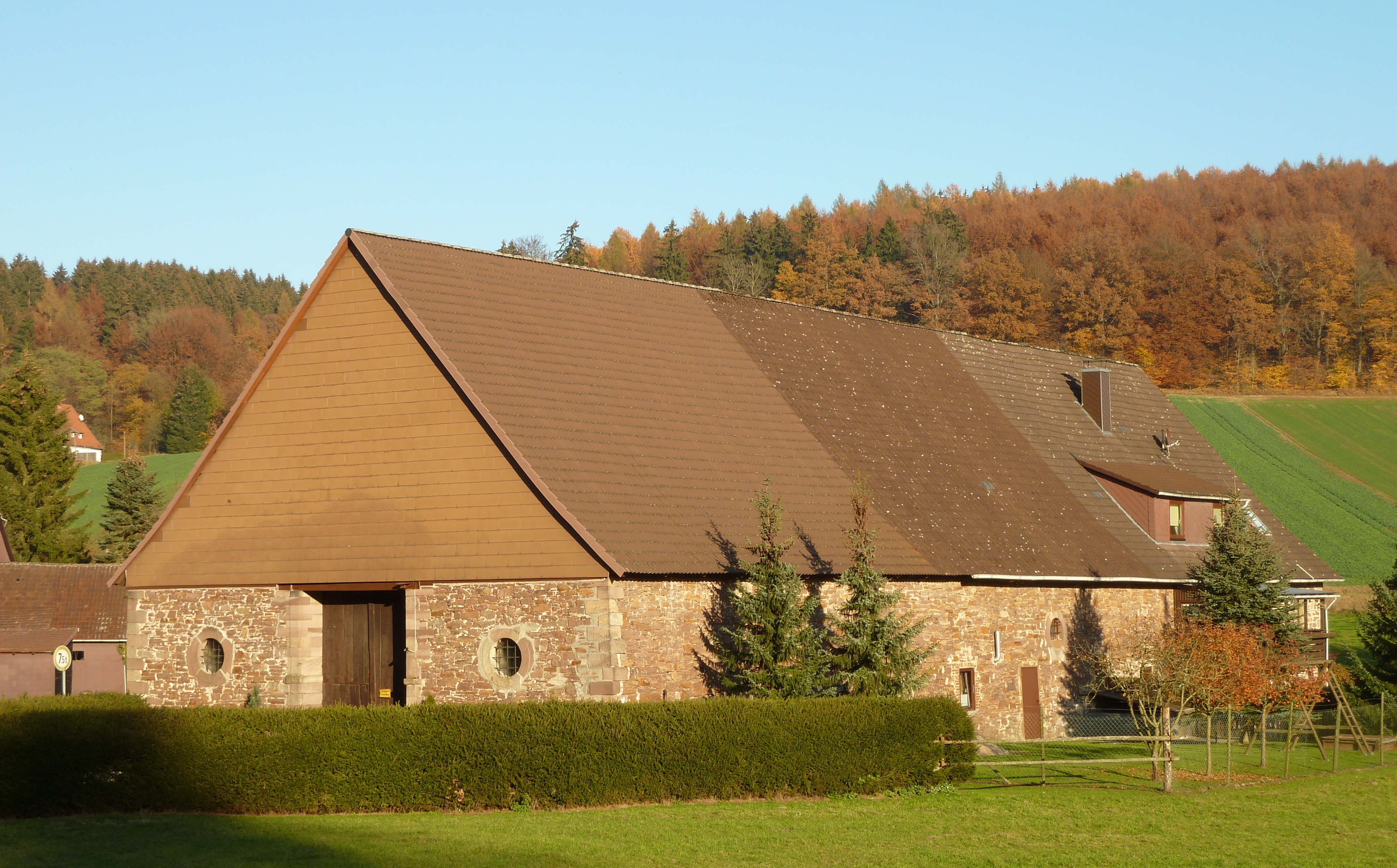
Scheune des Vorwerks

Unterhalb des Schlosses stehen als Reste eines Vorwerks die herrschaftliche, ehemals mit Wasser betriebene, Mühle die besichtigt werden kann; ebenso wie der ehemalige Amtskrug und eine Zehntscheune. Am gegenüberliegenden Hang, auf der anderen Seite der L551, steht das Wildenhaus, ein Bau des 18. Jahrhunderts, der an das herzogliche Gestüt erinnert, das sich vom 16. bis zum 18. Jahrhundert in Nienover befand.
Die Anfänge der Pferdezucht im Solling gehen bereits auf Erich und Elisabeth von Calenberg-Göttingen zurück. Das Hauptgebäude des damaligen Gestüts stand dort, wo heute das im 18. Jahrhundert errichtete Wildenhaus (das heißt Stutenstall) am Hang ostwärts des Schlosses steht. 1760 wurde das Gestüt nach Neuhaus im Solling verlegt.
Die Gründung des neuen Gestütes im Jahr 2005 knüpft an die Tradition der örtlichen Pferdehaltung an. In dem Gestüt werden Trakehner gezüchtet. Die Nutzung des Geländes als Weide dient der Pflege der historischen Kulturlandschaft.

### Amt
Zeitweise gab es auch das Amt Nienover. Zu dem im Fürstentum Calenberg gelegenen Amt gehörten die Orte Bodenfelde, Wahmbeck, Schönhagen und Kammerborn. In Nachbarschaft lagen im Nordwesten das Amt Fürstenberg, im Osten das Amt Uslar, im Südosten das Amt Sababurg, im Südwesten das Amt Karlshafen und im Westen das Amt Lauenförde. Letzteres wurde schließlich mit dem Amt Nienover zum Amt Nienover-Lauenförde zusammengelegt, das 1852 mit dem Amt Uslar, Vorläufer des Kreises Uslar, vereinigt wurde. Unter westphälischer Besatzung gehörte es als Kanton zum Distrikt Göttingen, danach zur Landdrostei Hildesheim.

### Historische Kulturlandschaft
Nienover liegt innerhalb der 5 km² großen historischen Kulturlandschaft Reiherbachtal und Nienover, die von landesweiter Bedeutung ist. Diese Zuordnung zu den Kulturlandschaften in Niedersachsen hat der Niedersächsische Landesbetrieb für Wasserwirtschaft, Küsten- und Naturschutz (NLWKN) 2018 getroffen. Ein besonderer, rechtlich verbindlicher Schutzstatus ist mit der Klassifizierung nicht verbunden.

## Politik

### Wappen
Das Ortswappen stammt aus der Zeit, als Nienover eine eigenständige Gemeinde war und wie heute aus drei Ortslagen Nienover, Amelith und Polier bestand, dies wird durch drei Kugeln symbolisiert. Die obere Wappenhälfte erinnert an die Grafen von Dassel, die für den ersten Ausbau des Ortes im Mittelalter sorgten.

### Ortsrat
Nienover hat einen fünfköpfigen Ortsrat, der seit der Kommunalwahl 2021 ausschließlich von Mitgliedern der Wählergruppe Amelith-Nienover-Polier besetzt ist. Die Wahlbeteiligung lag bei 65,42 Prozent.

## Kultur

### Vereine
Zu den bekannten Vereinen gehört die Freiwillige Feuerwehr. Sie wurde 1934 gegründet. Ab 1939 bestand eine Pflichtfeuerwehr. 1951 erfolgte die Neugründung als Freiwillige Feuerwehr. 1979 wurde die alte Schule zum Feuerwehrhaus umgebaut, das 1996 durch ein neues in Amelith ersetzt wurde. Die Feuerwehr ist mit einem Tragkraftspritzenfahrzeug TSF-W ausgestattet. 2012 wurde ein Feuerwehrförderverein gegründet.

### Regelmäßige Veranstaltungen

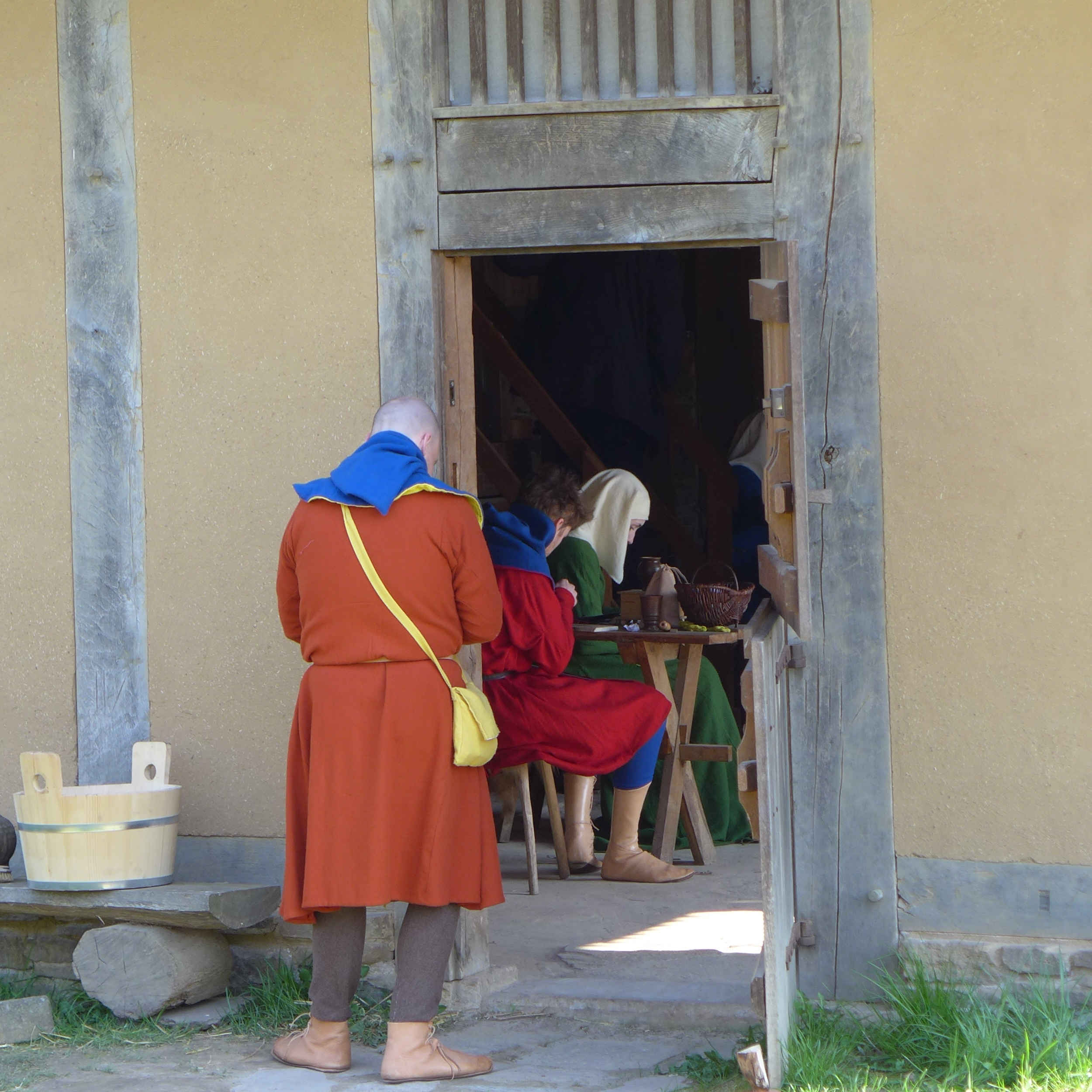
Leben im mittelalterlichen Alltag, dargestellt als Living History, 2017

In den Sommermonaten finden auf dem Areal der Stadtwüstung Nienover Living-History-Veranstaltungen statt. Dargestellt werden Reenactment mittelalterlicher Lebensszenen sowie an historischen Fragmenten orientierte Musikaufführungen. Fachliche Aufsicht und Beratung im Sinne einer experimentellen Archäologie erfolgen durch Petra Lönne für den Landkreis Northeim. Die Organisatoren stellen den authentischen Ort zur Verfügung und bieten Gelegenheit für realitätsnahe Darstellungen.
Als Dauereinrichtung besteht auf der Westseite Nienovers das Hutewaldprojekt im Naturpark Solling-Vogler.

## Persönlichkeiten

### Hier gewirkt
- Ludolf II. von Dassel (* vor 1174; † nach 1209)
- Ludolf IV. von Dassel (* vor 1183; † um 1223)
- Ludolf V. von Dassel (* vor 1266; † nach 1299)
- Friedrich Wilhelm Compe (1751–1827), war zwischen 1786 und 1788 Administrator des Amts Nienover
- August Seidensticker (1820–1899), war zeitweise in Nienover als Förster angestellt
- Gustava Schefer-Viëtor (1932–2016), Pädagogin, Erziehungswissenschaftlerin, Geschlechterforscherin und Feministin, lebte ab 1972 in Nienover

### Hier geboren
- Elisabeth von Braunschweig-Calenberg (1526–1566)